# Elena Guiu i Lapena
Elena Guiu i Lapena (Vilella de Cinca, 2004) és una atleta aragonesa que competeix en els 100 metres llisos. L'any 2022, al Campionat del Món d'Atletisme sub-20 celebrat a Cali, Guiu es va convertir amb 17 anys en la primera finalista estatal, d'ençà de l'atleta d'origen estatunidenc Sandra Myers, en els 100 metres llisos en qualsevol categoria, on va ser vuitena amb un temps d'11,52, després de classificar-se per a la final amb un temps d'11,46.